# جان غي تالبوت
جان غي تالبوت هو لاعب هوكي الجليد كندي، ولد في 11 يوليو 1932 في تروا ريفيير في كندا.

## وصلات خارجية
- جان غي تالبوت على موقع دوري الهوكي الوطني (الإنجليزية)
- جان غي تالبوت على موقع EliteProspects.com (الإنجليزية)
- جان غي تالبوت على موقع HockeyDB.com (الإنجليزية)
- جان غي تالبوت على موقع Hockey-Reference.com (الإنجليزية)